# Праяградж (округ)
Праяградж (до 2018 — Аллахабад) - округ у штаті Уттар-Прадеш, Індія. Площа округу становить 5482 км², а населення 5954391 осіб (станом на 2011).

## Демографія
Із 5954391 мешканців округу 3131807 (52.6 %) становлять чоловіки та 2822584 (47.4 %) становлять жінки. В окрузі зареєстровано 976733 домогосподарств (із яких 26.2 % у містах та 73.8 % у селах). У містах проживає 1472873 осіб (24.7 %), а в селах 4481518 осіб (75.3 %). Грамотними є 3665727 осіб (61.6 %), а неграмотними 2288664 осіб (38.4 %). Грамотними є 70.2 % чоловіків та 52.0 % жінок.

## Міста
- Праяградж
- Аллагпур
- Алленґундж
- Ашок-Наґар
- Аттарсуйя
- Багадурґундж
- Бай-Ка-Баг
- Бара
- Бгаратґандж
- Чак-Імам-Алі
- Олонелґундж
- Дараґандж
- Дараґундж
- Дгооманґундж
- Гандіа
- Джгусі
- Джгусі-Когна
- Карчана
- Кораон
- К'йдґундж
- Лал-Ґопалґандж-Ніндаура
- Манаурі-Баджар
- Мау-Айма
- Муйрабад
- Північне Малака
- Пхулпур
- Раджапур
- Садар
- Шанкарґарг
- Сірса
- Согбатіабаг
- Сораон